# 1937 у кіно

## Події
- У Франції засновано «Приз Луї Деллюка» (фр. Prix Louis-Delluc) — кінематографічну нагороду, яку присуджують щорічно найкращому французькому фільму року.

## Фільми
- Арсен
- Велика ілюзія
- Втрачений рай /დაკარგული სამოთხე /реж. Давид Ронделі / Грузія

## Персоналії

### Народилися
- 1 січня — Енн Обрі, англійська кіноакторка.
- 10 січня — Бероєв Вадим Борисович, радянський актор театру і кіно осетинського походження (пом. 1972).
- 13 січня — Шенгелая Аріадна Всеволодівна, радянська акторка театру і кіно.
- 28 січня — Столяров Кирило Сергійович, російський актор.
- 31 січня — Регімантас Адомайтіс, литовський та радянський актор театру і кіно.
- 12 лютого — Опанасенко Володимир Дмитрович, український актор та режисер.
- 18 лютого — Григор'єв Костянтин Костянтинович, російський радянський актор театру і кіно, сценарист (пом. 2007).
- 21 лютого — Лукашенко Олена Миколаївна, радянський, український режисер по монтажу.
- 23 лютого — Балон Володимир Якович, радянський і російський актор.
- 10 березня — Дроздовська Мікаела Михайлівна, радянська акторка кіно і дубляжу.
- 24 березня — Бойчук Ірина Олександрівна, радянський і український художник по костюмах.
- 25 березня — Козелькова Олена Георгіївна, радянська і російська акторка театру і кіно, театральний педагог.
- 31 березня — Лазарев Євген Миколайович, радянський, російський та американський актор театру і кіно.
- 1 квітня:
  - Їлмаз Ґюней, курдський кінорежисер, сценарист, актор і письменник.
  - Капіанідзе Зураб Васильович, радянський і грузинський актор.
- 3 квітня — Розовський Марко Григорович, радянський і російський драматург, сценарист, режисер театру і кіно, прозаїк.
- 14 квітня — Кринкін Геннадій Якович, радянський і російський артист театру і кіно.
- 15 квітня:
  - Мірошниченко Віктор Миколайович, український актор театру і кіно (пом. 1987).
  - Улдіс Пуцитіс, радянський латвійський актор (пом. 2000).
- 18 квітня — Немоляєва Світлана Володимирівна, радянська і російська акторка театру і кіно.
- 20 квітня — Джордж Такеї, американський актор.
- 22 квітня — Джек Ніколсон, американський кіноактор, режисер, продюсер, сценарист.
- 30 квітня — Яковченко Юнона Миколаївна, українська радянська акторка.
- 5 травня — Назаров Юрій Володимирович, радянський і російський актор.
- 7 травня — Антонов Володимир Іванович, радянський і український актор (пом. 2017).
- 11 травня — Коняєв Віталій Анатолійович, російський актор театру і кіно.
- 20 травня — Калінін Микола Артемович, білоруський радянський кінорежисер.
- 30 травня — Дем'яненко Олександр Сергійович, російський радянський актор.
- 31 травня — Шмаринова Карина Миколаївна, російська акторка.
- 1 червня — Слупський Юлій В'ячеславович, радянський і український кінорежисер, актор, сценарист.
- 13 червня:
  - Бестаєва Тетяна Володимирівна, радянська та російська акторка театру і кіно.
  - Юріс Стренга, радянський і латвійський актор.
- 25 червня:
  - Болот Бейшеналієв, радянський та киргизький кіно- та театральний актор.
  - Філозов Альберт Леонідович, радянський і російський актор театру і кіно.
- 5 липня — Будницька Алла Зиновіївна, радянська і російська акторка театру і кіно, телеведуча, авторка телевізійних програм.
- 6 липня — Сєрова Ельвіра Павлівна, радянський, український режисер по монтажу.
- 10 липня — Живанкова Світлана Василівна, українська акторка.
- 12 липня — Грачов Анатолій Дмитрович, радянський і російський актор театру і кіно.
- 16 липня — Роговцева Ада Миколаївна, українська акторка театру та кіно.
- 31 липня — П'єха Едіта Станіславівна, радянська та російська естрадна співачка і акторка.
- 9 серпня — М'ясников Борис Мойсейович, радянський і український кінооператор-постановник.
- 30 серпня — Кадочникова Лариса Валентинівна, радянська і українська акторка театру і кіно.
- 4 вересня — Міківер Мікк, естонський кіноактор та театральний режисер, драматург (пом. 2006).
- 16 вересня — Карпінська Світлана Олексіївна, радянська і російська акторка театру і кіно.
- 17 вересня — Панков Рудольф Миколайович, радянський і російський актор кіно та дубляжу.
- 25 вересня — Трещалов Володимир Леонідович, радянський і російський актор театру і кіно.
- 3 жовтня — Анісько Володимир Антонович, радянський і російський актор театру та кіно.
- 12 жовтня — Євстигнєєва Лілія Дмитрівна, радянська акторка театру і кіно.
- 13 жовтня — Карпічев Володимир Григорович, радянський, український організатор кіновиробництва, каскадер-підводник (пом. 2006).
- 26 жовтня — Вільям Любчанський, французький кінооператор (пом. 2010).
- 30 жовтня — Клод Лелюш, французький режисер, сценарист, актор.
- 15 листопада — Тишлек Галина Михайлівна, ралянський та український художник по гриму.
- 29 листопада — Качин Герман Миколайович, радянський російський актор театру, кіно та телебачення.
- 22 грудня — Антонова Ольга Сергіївна, радянська і російська акторка театру і кіно.
- 24 грудня — Шашкова Елеонора Петрівна, радянська і російська акторка театру і кіно.

### Померли
- 24 березня — Боббі Данн, актор німого кіно, комік.
- 7 червня — Джин Гарлоу, американська кіноакторка.
- 22 вересня — Рут Роланд, американська акторка і продюсерка.
- 15 жовтня — Джеймс Маркус, американський актор.

Баталов.
- 10 листопада — Баталов Микола Петрович, російський радянський актор.
- 21 грудня — Марі Прево, американська акторка.